# Sitifis (stolica tytularna)
Sitifis (łac. Diocesis Sitifensis) – stolica historycznej diecezji w Cesarstwie rzymskim, w prowincji Mauretania Sitifense, zlikwidowana w VII w. podczas ekspansji islamskiej. Współcześnie miasto Satif w północnej Algierii. Obecnie katolickie biskupstwo tytularne.

## Biskupi
| Lp. | Biskup                     | Funkcja                                    | Od               | Do                |
| --- | -------------------------- | ------------------------------------------ | ---------------- | ----------------- |
| 1   | Alexis Lemaître            | wikariusz apostolski Sudanu Francuskiego   | 24 lutego 1911   | 28 lipca 1920     |
| 2   | Joanny Thévenoud           | wikariusz apostolski Wagadugu              | 8 lipca 1921     | 16 września 1949  |
| 3   | André-Maurice Parenty      | biskup pomocniczy Arras (Francja)          | 9 marca 1950     | 23 listopada 1983 |
| 4   | Armando Ochoa              | biskup pomocniczy Los Angeles (USA)        | 23 grudnia 1986  | 1 kwietnia 1996   |
| 5   | Manuel Felipe Díaz Sánchez | biskup pomocniczy Cumany (Wenezuela)       | 27 lutego 1997   | 4 kwietnia 2000   |
| 6   | John Choi Young-su         | biskup pomocniczy Daegu (Korea Południowa) | 22 grudnia 2000  | 3 lutego 2006     |
| 7   | Broderick Pabillo          | biskup pomocniczy Manili (Filipiny)        | 24 maja 2006     | 29 czerwca 2021   |
| 8   | Mark Eckman                | biskup pomocniczy Pittsburgha (USA)        | 5 listopada 2021 | 4 czerwca 2025    |